# Kumaahran Sathasivam
Kumaahran Sathasivam (Seremban, 3 luglio 1996) è un calciatore malese, attaccante del Penang e della Nazionale malese.

## Carriera

### Club
Nel 2015 gioca all'Harimau Muda. Nel 2016 passa al Penang.

### Nazionale
Debutta in Nazionale il 29 agosto 2015, in Malesia-Bangladesh (0-0).